# Ivanice
Ivanice (in ungherese: Balogiványi, in tedesco: Sankt Johann) è un comune della Slovacchia facente parte del distretto di Rimavská Sobota, nella regione di Banská Bystrica.
Il villaggio è citato fin dal 1245 con il nome di Iwan, quando venne concesso in feudo ai figli di un certo Milost, che lo detennero fino al XVI secolo. Successivamente passò ai conti Széchy. Nel XVI secolo Ivanice fu distrutto dai turchi. Dal 1938 al 1944 fece parte dell'Ungheria.